# Línea 561 (Lomas de Zamora)
La Línea 561 es una línea de colectivos del Partido de Lomas de Zamora. Conecta su estación de trenes con su Universidad.

## Recorrido
- Ramal A – Estación Lomas de Zamora – Universidad de Lomas:

Ida a Universidad de Lomas: Desde República Árabe de Siria y F. N. de Laprida por República Árabe de Siria, Boedo, M. Castro, Sarmiento, Sánchez de Loria, Avenida Hipólito Yrigoyen, Garibaldi, Scalabrini Ortiz, General Paz, San Roque, Nicolás Avellaneda, San Roque, 25 de mayo, San Mateo, prof.marino, San Blas, San Luis, General Frías, Doctor J. Melber, Avenida Santa Catalina (Ruta Provincial N° 4 – Camino de Cintura) hasta Avenida Juan XXIII.
Vuelta a Estación Lomas de Zamora: Desde Avenida Santa Catalina (Ruta Provincial N° 4 – Camino de Cintura) y Avenida Juan XXIII por Avenida Santa Catalina (Ruta Provincial N° 4 – Camino de Cintura), Doctor J. Melber, General Frías, San Luis, San Blas, Mariño, San Mateo, 25 de mayo, San Roque, Nicolás Avellaneda, San Roque, General Paz, Scalabrini Ortiz, Garibaldi, Avenida Hipólito Yrigoyen, José I. Gorriti, República del Líbano hasta F. N. de Laprida.
- Recorrido B - Estación Lomas de Zamora – Universidad de Lomas:

Ida a Universidad de Lomas: Desde República Árabe de Siria y F. N. de Laprida por República Árabe de Siria, Boedo, M. Castro, Sarmiento, Sánchez de Loria, Avenida Hipólito Yrigoyen, Garibaldi, Scalabrini Ortiz, General Paz, San Benito, General Juan G. de Lavalle, General Frías, Doctor J. Melber, Avenida Santa Catalina (Ruta Provincial N° 4 – Camino de Cintura) hasta Avenida Juan XXIII.
Vuelta a Estación Lomas de Zamora: Desde Avenida Santa Catalina (Ruta Provincial N° 4 – Camino de Cintura) y Avenida Juan XXIII por Avenida Santa Catalina (Ruta Provincial N° 4 – Camino de Cintura), Doctor J. Melber, General Frías, San Luis, San Blas, prof.marino, San Mateo, 25 de mayo, San Roque, Nicolás Avellaneda, San Roque, General Paz, Scalabrini Ortiz, Garibaldi, Avenida Hipólito Yrigoyen, Gorriti, República del Líbano hasta F. N. de Laprida.